# 名古屋学院大学の人物一覧
名古屋学院大学の人物一覧（なごやがくいんだいがくのじんぶついちらん）は、名古屋学院大学に関係する人物の一覧記事。

## 著名な出身者

### 政治
- 森下千里 - 衆議院議員（自由民主党）、タレント、元グラビアアイドル　※中退
- 伊藤保徳 - 愛知県瀬戸市長[1]
- 森和実 - 愛知県尾張旭市長
- 塚本久 - 愛知県議会議員（新政あいち代表）

### マスコミ
- 高橋重憲 - 中京テレビアナウンサー
- 佐井祐里奈 -フリーアナウンサー（元宮崎放送アナウンサー）

### スポーツ
- 曽我部直樹 - 元プロ野球選手（阪神タイガース、千葉ロッテマリーンズ）外野手
- 王偉嘉 - プロバスケットボール選手（秋田ノーザンハピネッツ）パワーフォワード
- 東宏輝 - プロバスケットボール選手（しながわシティ）シューティングガード
- 瀬山楓 - 女子バスケットボール選手（山梨クィーンビーズ）スモールフォワード
- 中山彩奈 - 女子バスケットボール選手（山梨クィーンビーズ）シューティングガード
- 吉田沙織 - 女子バスケットボール選手（姫路イーグレッツ）ポイントガード
- 嘉陽梨佳子 - 女子バスケットボール選手（アランマーレ秋田）パワーフォワード
- 岡村優美 - 女子バスケットボール選手（姫路イーグレッツ）スモールフォワード
- 矢野凪紗 - 女子バスケットボール選手（姫路イーグレッツ）スモールフォワード
- 近藤慶一 - プロサッカー選手（いわきFC）フォワード

### 文化
- 橋本省吾 - 漫画家
- 川合登志和 - 構成作家、フリーライター

### 芸能
- 青木さやか - お笑い芸人
- じゅんいちダビッドソン - お笑い芸人
- ウクレレえいじ - お笑い芸人
- 相川真一 - ローカルタレント
- g-ton - 元Nobodyknows+　MC
- ブロードキャスト - お笑いコンビ
- 平松伴康 - ラジオパーソナリティ
- あつ - シンガーソングライター
- 赤楚衛二 - 俳優　※中退